# Kulundasee
Der Kulundasee (russisch Кулундинское озеро/ Kulundinskoje osero) ist ein Salzsee im Südosten des Westsibirischen Tieflands (Region Altai, Russland, Asien).
Er liegt in einem abflusslosen Becken in der Kulundasteppe und ist 728 km² groß. Der Spiegel des Kulundasees liegt bei 98 m Höhe, bei einer maximalen Wassertiefe von nur 4 Metern. Die nord-südliche Ausdehnung beträgt etwa 35 Kilometer, die west-östliche 25 Kilometer. Nord- und Westufer sind steil, das Ostufer dagegen flach und versumpft.
Von Osten münden auch die einzigen nennenswerten Zuflüsse, die Kulunda und die Sujetka, in den See. Daneben tritt in der Umgebung des Sees eine Reihe ergiebiger artesischer Quellen zu Tage. Im Süden besitzt der See eine schmale Verbindung zum etwas tiefer gelegenen, 6 Kilometer entfernten Kutschuksee (russisch Кучукское озеро/Kutschukskoje osero).
Wegen seines Salzgehaltes (Natriumsulfat) gefriert der See im Winter nicht.
Südöstlich des Sees liegen die Siedlungen städtischen Typs Blagoweschtschenka (Verwaltungszentrum des gleichnamigen Rajons, mit Bahnstation Nowoblagoweschtschenka an der südlich des Sees vorbeiführenden Eisenbahnstrecke Barnaul – Kulunda – Pawlodar) und Stepnoje Osero. Die nicht versalzenen Flächen rings um den Kulundasee werden intensiv landwirtschaftlich genutzt.

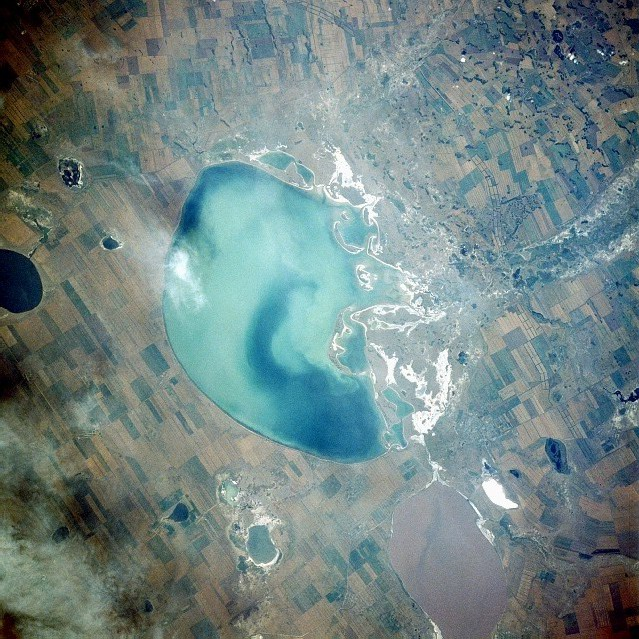
Satellitenfoto des Sees